# Massacro a Kansas City
Massacro a Kansas City (The Kansas City Massacre) è un film televisivo statunitense del 1975 su Melvin Purvis. Fu il secondo spin-off della pellicola di John Milius Dillinger (1973), dopo Melvin Purvis: G-Man (1974), sempre diretto da Dan Curtis ed interpretato da Dale Robertson come Purvis.

## Trama
I gangster liberano uno dei loro colleghi che vengono scortati in prigione e uccidono nel processo diversi agenti dell'FBI e di polizia locali. L'agente Melvin Purvis mette insieme una squadra speciale per rintracciare e catturare gli uomini responsabili.